# Nokia 6300

Nokia 6300  este creat de Nokia are Bluetooth, micro-USB, EDGE, cameră de 2 megapixeli, radio FM.
Telefonul este oferit în culorile gri și negru.

## Design
Ecranul este de 2 inch are rezoluția de 240 x 320 pixeli și reproduce până la 16 milioane de culori. Mai jos se află 4 butoane care sunt transparente și au aspect de sticlă, D-Pad-ul și tastatura. Butonul de pornire/oprire este pe partea superioară și în partea inferioară este priza de încărcare și slot de mini-USB pentru sincronizarea datelor cu calculator. Obiectivul camerei de 2 megapixeli este pe panoul din spate.

## Conectivitate
Nokia 6300 nu are suport pentru rețele 3G, dar suportă EDGE, GPRS și HSCSD. Are Bluetooth 2.0 cu EDR și conector miniUSB. Nokia 6300 are integrat un browser WAP care cu WAP 2.0, gestionează pagini HTML. Clientul de e-mail suportă protocoalele POP3, SMTP și IMAP4.

## Multimedia
Are o cameră de 2 megapixeli. Player-ul muzical suportă cu MP3, MID, AAC, AAC + și WMA. Video player-ul este compatibil cu formatele 3GP și MP4.

## Caracteristici
- Ecran de 2 inchi cu rezoluția 240 x 320 pixeli
- HSCSD/GPRS/EDGE
- Slot card microSD
- Bluetooth
- Radio FM
- Camera de 2 megapixeli
- Mufă audio de 2.5 mm